# 仙台市地下鉄東西線
東西線（とうざいせん）は、宮城県仙台市太白区の八木山動物公園駅から同市若林区の荒井駅を結ぶ、仙台市交通局（仙台市地下鉄）の地下鉄路線である。ラインカラーは青。2015年（平成27年）12月6日開業。路線記号は○T。
事業名称は、仙塩広域都市計画 都市高速鉄道第4号 仙台市高速鉄道東西線。事業延長は、計画で14.38 km（地下式13.83 km、地表式0.55 km）。市の南西から仙台市都心部を経由して市の南東へとほぼ東西に市を貫く経路を採っており、仙台駅で南北線や東日本旅客鉄道（JR東日本）各線と乗り換えできる。

## 概要
トンネルの断面積が南北線と比べて2/3程度と小さく、曲線半径が105 mの急曲線（一般地下鉄なら曲線半径160 mまで）が5箇所あり、縦断勾配が57 ‰の急勾配区間（一般地下鉄なら35 ‰まで）を擁するミニ地下鉄の路線である。車両の駆動方式として鉄輪式リニアモーター方式を採用しており、車両の運転方式は、ATC（自動列車制御装置）の速度制限と地上側に設置されたトランスポンダ地上子からの地点情報を基に車両の自動運転を行う、ATO（自動列車運転装置）によるワンマン運転が行われる。
駅のホームはすべて島式ホームとしており（このため車両の運転台が通常と異なり右側に設置されている）、ホームには可動式ホーム柵（ホームドア）が設置されている。また、車両において回生ブレーキ時に発生した電力を変電所に設置されている駅設備に電力を供給するための装置を介して駅設備等に電力を供給することにより、電力の有効利用を図り省エネルギー化が図られている。
広瀬川を橋梁で通過しているが、これは、広瀬川を地下で通過した場合では青葉山駅が極端に深い駅となってしまうためである。
駅はすべて地下にあるが、駅間だけが地上に出るのは日本国内の地下鉄路線で当路線が唯一である。

## 歴史
現在の地下鉄東西線建設計画は、仙台市都心部とその南西および南東の各地域を東西につなぐものである。主に仙台中町段丘（広瀬川の河岸段丘）上の平地にある都心部に対し、南西部は広瀬川が形成した多数の河岸段丘および青葉山丘陵を侵食して形成したV字谷により、標高差の大きい複雑な地形が広がり、さらに仙台城や天然記念物「青葉山」を回避するよう道路が建設されたことからボトルネックが多数ある。一方の南東部は、大年寺山断層や長町 - 利府線（断層）が南北に通り、その東側には地下水位が浅い沖積平野が広がるという、地下が複雑な地形であり、その上には奈良時代からある陸奥国分寺周辺地域、江戸時代の若林城の城下町（後に仙台城の城下町と合一）とその郊外部、そして、昭和初期から開発が始まる広大な土地区画整理事業地域と、複雑な経緯で成立した市街地が広がり、特に旧若林城下町では城下町特有の狭小路線・屈曲路が多い。そのため、南西・南東の両地域と都心部との間はラッシュ時の渋滞が激しく、その改善は仙台市にとって長らく課題であった。
地下鉄東西線の構想は1970年代から検討されはじめた。しかし、当初は現在の計画とは異なっており、以下の3つの計画が並立していた。
- 六丁の目新交通システム構想（都心部から南東方向）
- 国鉄（当時）仙石線の地下化および仙台駅 - 西公園間の地下鉄線整備（都心部の地下を東西に貫く）
- 仙台市営モノレール南西線（西公園から南西 - 西方向）

すなわち、工業・流通団地が広がり、沿線の人口密度が低く、地下が複雑な南東部では地上の新交通システム、地上に路線を新設するには困難が多い都心部では国鉄(JR)および直通する地下鉄、標高差が大きい上に回避すべき保存地区が入り組む南西部には線形の自由度が高いモノレールや新交通システムなどの地上軌道を設置し、各々を接続する構想であった。上記の計画のうち、仙石線の地下化は連続立体交差事業として実施され、2000年（平成12年）に完成した（「仙台トンネル」、「あおば通駅#歴史」も参照）。
仙台駅 - 西公園間の地下鉄線整備については、地下化する仙石線をそのまま西公園まで延伸する案もあったが、当時の国鉄（後にJR東日本）の資金調達が困難だったことから、仙石線と直通する市営地下鉄新線を建設する案が模索された。また、1989年（平成元年）の政令指定都市移行の際に編入合併した旧宮城町や旧秋保町などの西部地域と、都心部との接続の高速化も迫られ、モノレール南西線計画においては、青葉山・八木山・茂庭台などを経由して旧宮城町に建設予定だった愛子副都心に至る路線構想も発表した。これは、仙台市地下鉄南北線の泉中央駅延伸が政令市移行の際に合併した北部の旧泉市へのバーターであったのと同様、西部の旧2町へのバーターの面が強い。
しかし、モノレール南西線と地下鉄線の乗り換えの不便が予想されること、短い地下鉄線やそれに続くモノレール南西線では採算が見込めないことを理由として市は計画を再検討し、1991年（平成3年）3月には、当時の石井亨仙台市長が旧計画の断念を発表。新たに、都心の南東方向に延びる六丁の目新交通システム構想と連動した八木山 - 六丁の目間の東西交通軸を検討することを発表した。その後、石井がゼネコン汚職事件で逮捕され、藤井黎新市長が東西線計画を継承した。藤井の下で東西線計画は検討が進められ、東西線は仙石線と分離した完全な独立路線となることになり、西部の旧2町への路線区間は削減され、旧仙台市部分のみに計画路線長は短くなった。バブル崩壊があったとは言え、政令市移行間もない時期に西部旧2町との約束は反故となった。
1998年（平成10年）8月、市は具体的な東西線のルート案を公表した。路線延長の短縮で従来の計画からすると不利益を被ることになる地域の不満解消のため、1999年（平成11年）7月に市は「アクセス30分構想」を策定し、在来線への複数の請願駅の設置やオムニバスタウン事業によるバス交通の利便性向上など、JR・地下鉄・バスを含めた公共交通機関の総合的な利活用政策を進めることになる。2000年（平成12年）3月には東西線のルートが正式決定し、同時に鉄輪式リニアモーターカーを採用することも決定。同方式は1990年（平成2年）開通の大阪市営地下鉄長堀鶴見緑地線で導入されたばかりの新方式（ミニ地下鉄）であったが各地で導入が相次いでおり、また、表定速度が速いため「アクセス30分構想」を促進し、トンネル径が小さくて済むため建設費削減ができ、線形の自由度が高いため複雑な地形要素を克服できるなど東西線への導入利点が多かった。ただし、車両の規格が異なるため、仙台市地下鉄南北線及びJR各線との直通運転は不可能となった。
| 候補者     | 東西線 | 獲得票数  |
| ---------- | ------ | --------- |
| 梅原克彦   | 推進   | 141,005票 |
| 鎌田さゆり | 再検討 | 81,889票  |
| 菅間進     | 再検討 | 55,145票  |
| 小野寺信一 | 反対   | 39,926票  |
| 伊藤貞夫   | 再検討 | 14,396票  |
| 佐藤和弘   | 再検討 | 10,498票  |

2005年（平成17年）7月31日投開票の仙台市長選挙では、地下鉄東西線の建設問題が争点となったが、勇退する藤井市政の継承と地下鉄東西線の建設推進を公約とした梅原克彦が当選し、反対派や慎重派の候補は落選した。朝日新聞が実施した出口調査によると地下鉄東西線への賛否は、賛成が45 %、反対が33 %で、梅原が賛成派の62 %を固めた一方、反対派の票は分散した。反対派と慎重派の候補の得票を合計すると推進派の梅原の得票を超えていたものの、反対派と慎重派の候補が乱立して市民の意見集約ができなかった選挙戦略の稚拙さのため、選挙後は反対派・慎重派だった市民の注目は急速に衰え、地下鉄東西線の建設は新市長の下で急速に推進された。
2008年（平成20年）、地下鉄を通すための青葉通のケヤキの伐採反対の署名が「美しい仙台を創る会」の主導で5万人分も集まったのにもかかわらず、ケヤキが伐採された。しかし、当初は77本ものケヤキが伐採される予定であったところ33本が残り、44本は全部が移植された。
需要予測については「過大な見積もりではないか」という疑問がたびたび出され、裁判でも争点のひとつになった。仙台市は裁判で勝訴が確定すると、2012年（平成24年）8月22日に地下鉄東西線の事業費および需要予測を大幅に下方修正する発表を行った。
| 時点              | 事業費（実質総負担）の予測 （開業後の決算は不明） | 事業費（実質総負担）の予測 （開業後の決算は不明） | 事業費（実質総負担）の予測 （開業後の決算は不明） | 事業費（実質総負担）の予測 （開業後の決算は不明） | 乗車人員 （開業後は実数） | 仙台市の 推計人口           |
| ----------------- | ------------------------------------------------- | ------------------------------------------------- | ------------------------------------------------- | ------------------------------------------------- | ------------------------- | --------------------------- |
| 時点              | 総額                                              | 国                                                | 市                                                | 市交通局                                          | 乗車人員 （開業後は実数） | 仙台市の 推計人口           |
| 2003年 事業許可時 | 2,735.1億円                                       | 1,356億円                                         | 921億円                                           | 1,140億円                                         | 118,702人/日              | 107.6万人（予測）           |
| 2012年 再評価時   | 2,297.5億円                                       | 1,192億円                                         | 822億円                                           | 957億円                                           | 79,664人/日               | 105.1万人（予測）           |
| 2015年度          |                                                   |                                                   |                                                   |                                                   | 54,056人/日               | 108.3万人 （2015年12月1日） |
| 2016年度          |                                                   |                                                   |                                                   |                                                   | 62,263人/日               | 108.5万人 （2016年12月1日） |
| 2017年度          |                                                   |                                                   |                                                   |                                                   | 71,030人/日               | 108.7万人 （2017年12月1日） |
| 2018年度          |                                                   |                                                   |                                                   |                                                   | 77,258人/日               | 108,9万人 （2018年12月1日） |
| 2019年度          |                                                   |                                                   |                                                   |                                                   | 79,546人/日               | 109万人 (2019年12月1日)     |

※ 2025年6月1日現在の仙台市の推計人口は 109.4万人。

### 年表
- 2000年（平成12年）3月23日 - 藤井黎仙台市長が地下鉄東西線のルートと機種を正式表明[24]。これ以前の経緯はこちらも参照[25]。
- 2003年（平成15年）
  - 4月1日 - 東西線建設本部を設置[26][27]。
  - 5月下旬 - 東西線建設に関する住民説明会を開催[28]。
  - 6月9日 - 地下鉄東西線の第一種鉄道事業を国土交通大臣に申請[29]。
  - 8月27日 - 地下鉄東西線の第一種鉄道事業を国土交通省に追加申請[30]。
  - 9月18日 - 地下鉄東西線の第一種鉄道事業が許可[30][31]。
- 2005年（平成17年）
  - 4月25日 - 地下鉄東西線の工事施行認可を国土交通大臣に申請[32]。
  - 8月10日 - 地下鉄東西線の工事施行が認可される[33][27]。
- 2006年（平成18年）11月1日 - 地下鉄東西線本体土木工事が着工[27]。
- 2007年（平成19年）2月5日 - 本体工事着工記念イベント、本体工事の安全祈願祭が実施される[34]。
- 2009年（平成21年）10月26日 - 青葉山トンネル到達式開催[27]。
- 2011年（平成23年）
  - 3月11日 - 同日発生した東北地方太平洋沖地震（東日本大震災）により一部工区の資材が破損するなどの被害があり[35][36]、一時全工区の工事が中断した。その後の調査の結果、事業計画に影響が出るほどの被害はないと確認された。
  - 6月20日以降 - 随時工事を再開[36]
  - 9月1日 - 全工区で工事が再開[37]。
- 2012年（平成24年）
  - 2月 - 軌道の敷設工事着手[19]。
  - 5月 - 車両製造着手[19]。
  - 6月26日 - 駅舎デザイン公表[27]。
  - 11月13日 - 車両デザイン公表[27]。
- 2013年（平成25年）
  - 7月17日 - 「全線貫通式」を青葉通一番町駅（仮称・一番町駅）にて挙行[38][39]。
  - 12月24日 - 駅名を正式決定[40]。
- 2014年（平成26年）
  - 6月13日 - 「広瀬川橋りょう」「西公園高架橋」[41]が、平成25年度土木学会賞（田中賞）を受賞[42]。
  - 9月29日 - 車両の第1編成を荒井車両基地に搬入[27]。
- 2015年（平成27年）
  - 2月2日 - 全てのレールとリアクションプレートの設置が完了し、「レール締結式」を開催[27]。
  - 3月3日 - 東西線車両が本線入線試験において全線を初めて走行[27]。
  - 8月10日 - 全線での運転訓練を開始[27]。
  - 11月10日 - 東北運輸局による完成検査に合格[27]。
  - 12月5日 - 試乗会の最中の14:57頃、総合指令所の運行指令に関するシステムトラブル発生。当時運行していた9列車が最寄駅に緊急停車。この日のうちに部品を交換し、トラブルは解決、予定通り6日に開業と発表[43][44]。
  - 12月6日 - 開業[45]。
- 2016年（平成28年）3月31日 - 東西線建設本部を廃止。
- 2017年（平成29年）12月21日 - 平成29年度バリアフリー・ユニバーサルデザイン推進功労者内閣総理大臣表彰受賞[27]。
- 2019年（平成31年）3月16日 - 各駅案内表示器に列車の発時刻を表示開始。
- 2023年（令和5年）7月1日 - ダイヤ改正実施。平日日中と土・休日の運行間隔を従来の7〜8分から8〜10分へ変更。端末駅と青葉通一番町駅、仙台駅を除く9駅の停車時間延長[46]。

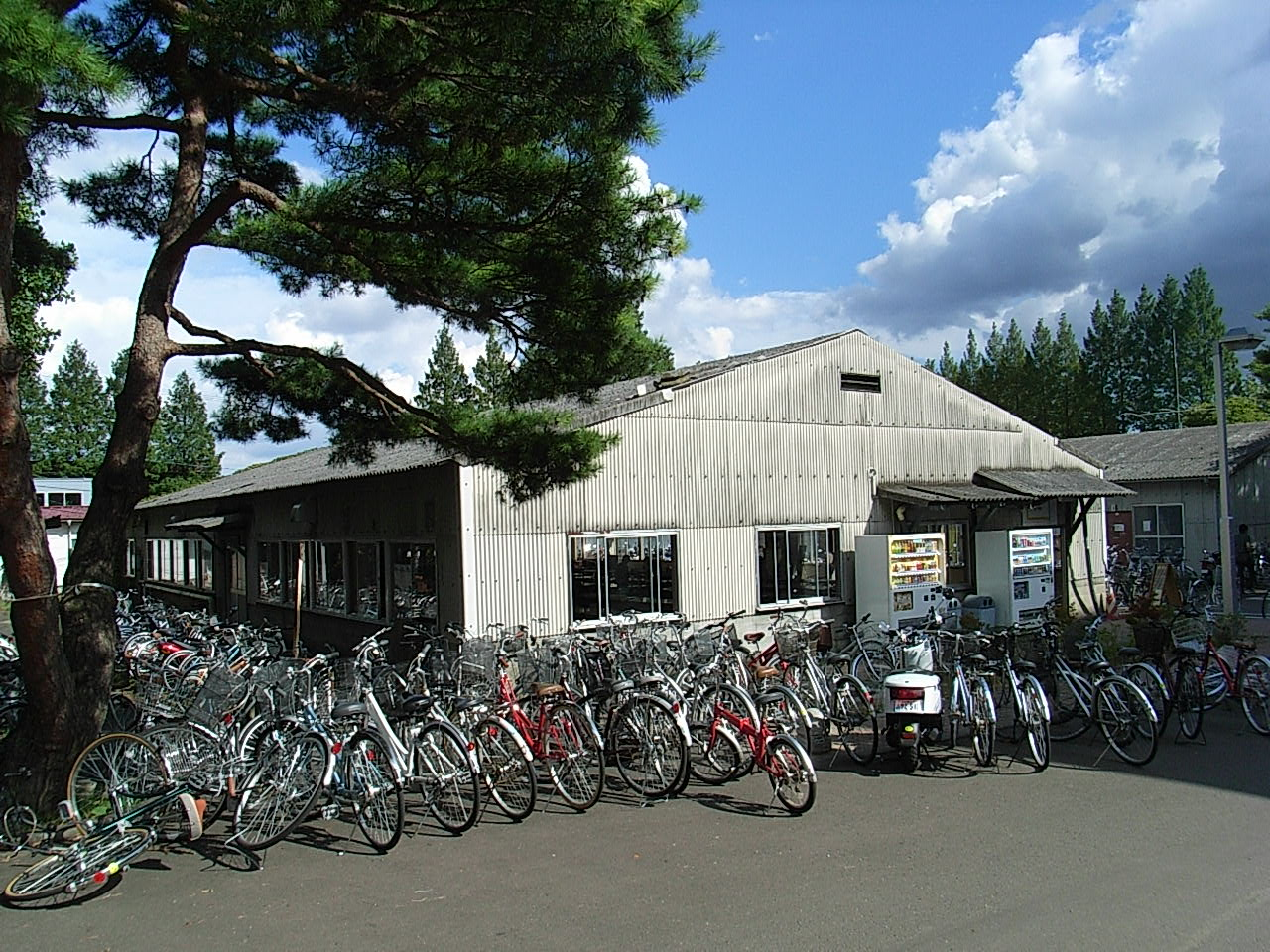
川内工区の建設に伴い撤去された東北大学川内北キャンパスの第2食堂（2007年10月）
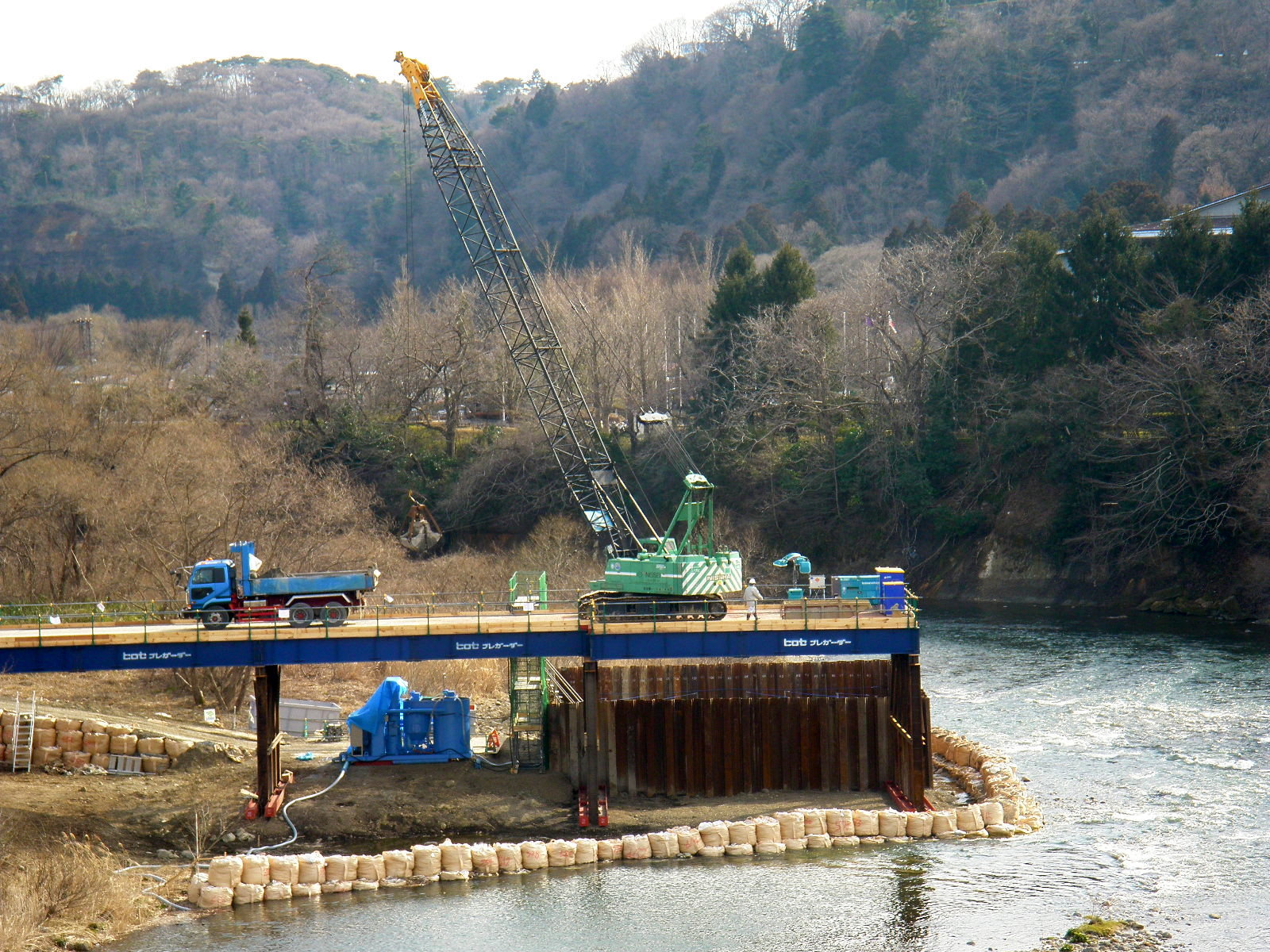
広瀬川の架橋工事（2009年3月）
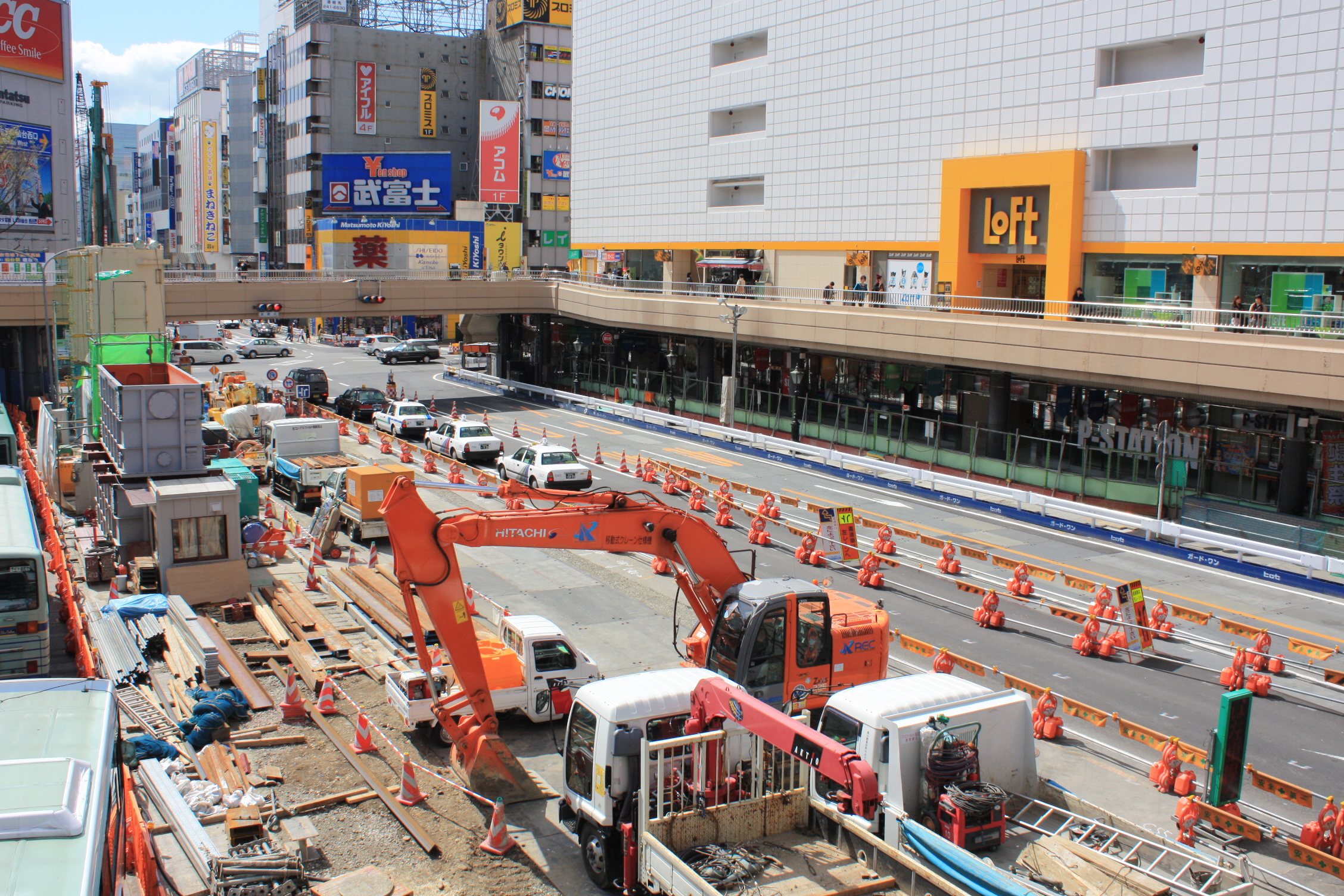
仙台駅工区（2009年4月）

## 運行形態
全列車が、八木山動物公園駅 - 荒井駅間を通して運行されている。運行間隔は、平日の日中と土・休日（早朝と深夜を除く）は8〜10分間隔、平日の朝ラッシュ時間帯は約5分間隔、夕方ラッシュ時間帯は約6分間隔となっている。
また、2023年7月1日のダイヤ改正以前まで、毎週金曜日（金曜が祝日となる場合は木曜日）は南北線と同様に通常の終電車の後に臨時列車（「仙台市地下鉄南北線#運行形態」を参照）を両方向1本ずつ運行していた。

## 車両

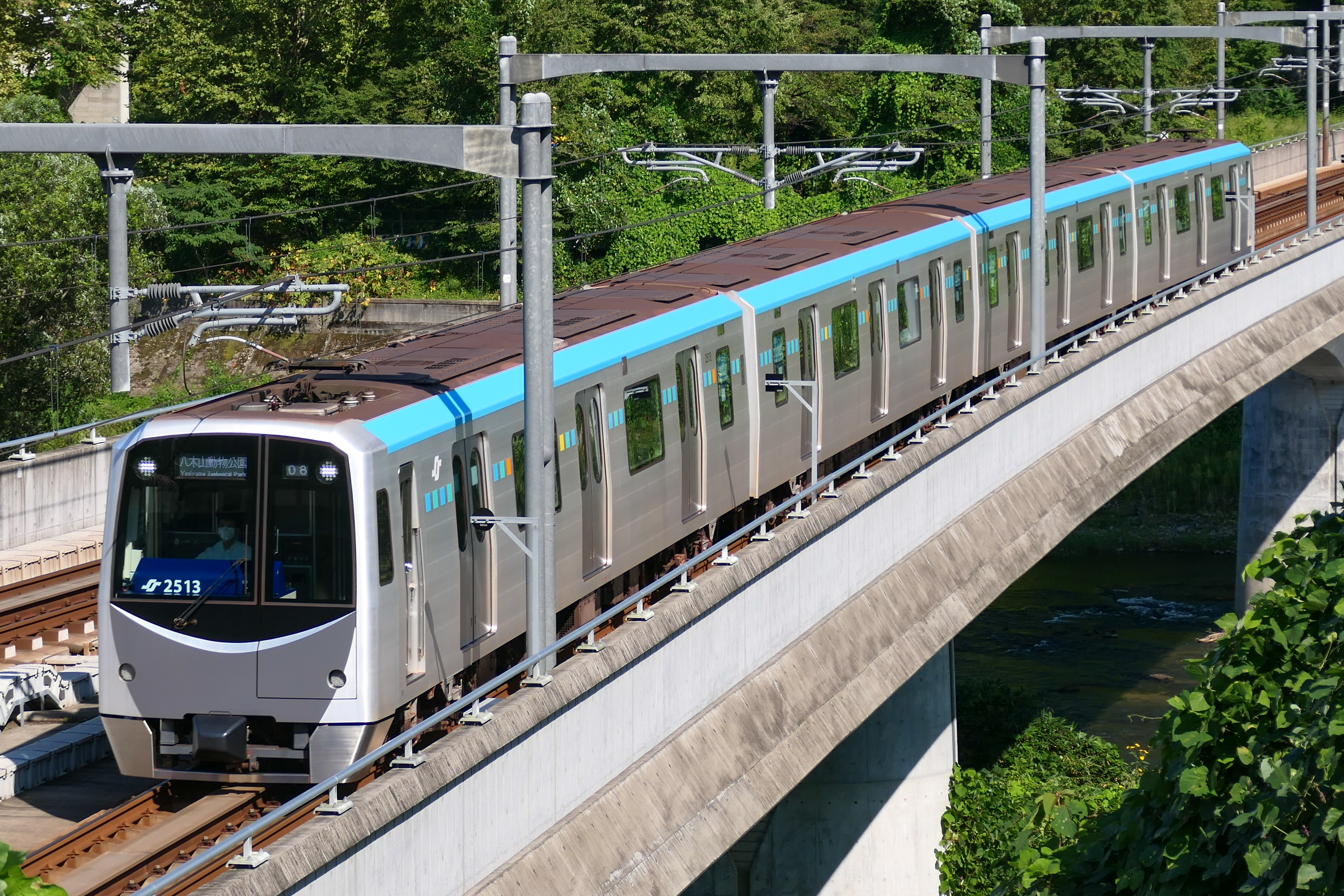
2000系

- 2000系

### 車内放送
2019年に吉川晃司が乗車マナーを呼びかける車内放送が行われた。この車内放送の録音は、東西線の荒井車両基地であったラジオ番組『SOUND GENIC』（Date fm）の公開録音の際に行われた。

## データ

### 路線データ
- 路線距離：13.9 km
- 軌間：1435 mm
- 駅数：13（起終点駅含む）
- 複線区間：全線
- 電化区間：全線（直流1500 V・架空電車線方式）
- 地上区間：大町西公園から国際センター間（広瀬川橋りょう）、及び青葉山から八木山動物公園間（竜の口橋りょう）
- 閉塞方式：車内信号閉塞式 (ATC)
- 営業最高速度：70 km/h[1]
- 1編成の両数：4両
- ホーム最大対応両数：5両
- 経路：Google マップ

### 駅一覧
全駅とも宮城県仙台市に所在。
| 駅番号 | 駅名                                    | 駅間 キロ | 営業 キロ | 接続路線 | 所在地                                 | 所在地   |
| 駅番号 | 駅名                                    | 駅間 キロ | 営業 キロ | 接続路線 | 位置                                   | 行政区   |
| ------ | --------------------------------------- | --------- | --------- | --- | -------------------------------------- | -------- |
| T01    | 八木山動物公園駅 （ベニーランド前）     | -         | 0.0       | | 北緯38度14分34秒 東経140度50分36.5秒   | 太白区   |
| T02    | 青葉山駅 （東北大学青葉山キャンパス前） | 2.1       | 2.1       | | 北緯38度15分17.9秒 東経140度50分6.8秒  | 青葉区   |
| T03    | 川内駅 （東北大学川内キャンパス前）     | 1.6       | 3.7       | | 北緯38度15分40.2秒 東経140度51分2.4秒  | 青葉区   |
| T04    | 国際センター駅 （仙台城跡入口）         | 0.6       | 4.3       | | 北緯38度15分36.8秒 東経140度51分23.7秒 | 青葉区   |
| T05    | 大町西公園駅 （菓匠三全 本店前）        | 0.7       | 5.0       | | 北緯38度15分32.3秒 東経140度51分50.5秒 | 青葉区   |
| T06    | 青葉通一番町駅 （藤崎前）               | 0.7       | 5.7       | | 北緯38度15分34.6秒 東経140度52分19.5秒 | 青葉区   |
| T07    | 仙台駅                                  | 0.8       | 6.5       | 仙台市地下鉄：■南北線 (N10) 東日本旅客鉄道： 東北新幹線・秋田新幹線・北海道新幹線、■東北本線・仙石東北ライン・■仙台空港アクセス線・■常磐線、■仙山線、■仙石線 | 北緯38度15分34.8秒 東経140度52分47秒   | 青葉区   |
| T08    | 宮城野通駅 （ユアテック本社前）         | 0.7       | 7.2       | | 北緯38度15分28.6秒 東経140度53分8.8秒  | 宮城野区 |
| T09    | 連坊駅 （仙台一高前）                   | 1.2       | 8.4       | | 北緯38度15分4.1秒 東経140度53分35.1秒  | 若林区   |
| T10    | 薬師堂駅 （聖和学園前）                 | 1.1       | 9.5       | | 北緯38度14分58.6秒 東経140度54分21.6秒 | 若林区   |
| T11    | 卸町駅 （仙台卸商センター前）           | 1.5       | 11.0      | | 北緯38度15分5.4秒 東経140度55分14.6秒  | 若林区   |
| T12    | 六丁の目駅 （サンピア仙台前）           | 1.3       | 12.3      | | 北緯38度15分3.3秒 東経140度56分7.8秒   | 若林区   |
| T13    | 荒井駅 （大成ハウジング本店前）         | 1.6       | 13.9      | | 北緯38度14分42秒 東経140度56分52.5秒   | 若林区   |

- 2013年8月には、駅名についての意見を募るアンケートが実施されており、この結果をもとに正式な名称を決定するとの方針が示された[注釈 4]。同年10月21日には、駅名検討委員会より、国際センター駅を除いた全駅の駅名原案が発表[49]、11月27日には最終案が発表され[50]、12月24日に駅名が正式発表された[40]。仮称から変更された駅は以下の通り（左が仮称）で、これ以外の駅は仮称がそのまま正式駅名に採用された。
  - 動物公園駅 → 八木山動物公園駅
  - 西公園駅 → 大町西公園駅
  - 一番町駅 → 青葉通一番町駅
  - 新寺駅 → 宮城野通駅
- 上表で背景が緑色の駅（=八木山動物公園・薬師堂・荒井）の約1.5km圏内には、バス運賃が100円均一の区間が設定されている[51]ほか、青葉通一番町駅周辺と仙台駅周辺には、バス運賃が120円均一の区間「120円パッ区」が設定されている。
- 荒井駅の南東に車両基地がある。
- 各駅ともホームは1番線（3番線）・荒井方面がオレンジ色、2番線（4番線）・八木山動物公園方面が黄緑色となっており、駅名標など各案内表示やホームドアの色も統一されている。また、接近放送・発車放送も統一されているが、南北線と男女逆で、1番線（3番線）が男声、2番線（4番線）が女声となっている。
- 将来の5両編成への対応を前提として車両番号の割り振りや各駅のホーム長の確保がされているが、現在は1両分を壁で遮り、4両編成の運行でホームを運用している[52]。
- 市交通局は副駅名広告を販売している。これにより、2028年まで、以下の駅における駅名標や車内案内放送、および停車駅案内標で副駅名が併記される。

| 駅名           | 広告主                   | 表示名               |
| -------------- | ------------------------ | -------------------- |
| 八木山動物公園 | 株式会社エイトリー       | ベニーランド前       |
| 大町西公園     | 株式会社菓匠三全         | 菓匠三全 本店前      |
| 青葉通一番町   | 株式会社藤崎             | 藤崎前               |
| 宮城野通       | 株式会社ユアテック       | ユアテック本社前     |
| 薬師堂         | 学校法人聖和学園         | 聖和学園前           |
| 卸町           | 協同組合仙台卸商センター | 仙台卸商センター前   |
| 六丁の目       | 株式会社齋喜ビル         | サンピア仙台前       |
| 荒井           | 株式会社大成ハウジング   | 大成ハウジング本店前 |

## 携帯電話
携帯電話サービスについては、全駅及び駅間のトンネル内において、NTTドコモ・au・ソフトバンクの通信・通話が利用可能。

## 振替輸送
青葉通一番町駅 - 荒井駅間はJRとの代替輸送（振替輸送）対象路線に指定されており、当該区間が運転見合わせとなった場合は、仙石線（あおば通駅 − 中野栄駅）への振替乗車が認められる場合がある。